# Bahnhof Weesp
Der Bahnhof Weesp ist ein Trennungsbahnhof der niederländischen Bahngesellschaft NS im Nordosten der niederländischen Stadt Weesp. Er ist ein wichtiger Umsteigeknoten südwestlich von Amsterdam.

## Geschichte
Der erste Bahnhof wurde 1872 mit dem im Bau befindlichen Abschnitt Amsterdam–Amersfoort der Bahnstrecke Amsterdam–Zutphen errichtet. 1918 kam es westlich des Bahnhofs zu einem der schwersten Eisenbahnunfälle in den Niederlanden, bei dem 41 Menschen starben. 
Das erste Empfangsgebäude wurde 1967 abgerissen und durch einen Neubau ersetzt, der bis 1985 genutzt wurde. Teile davon werden heute noch zum Abstellen von Fahrrädern genutzt. Ab 1985 wurde der Bahnhof weiter ausgebaut. Bis dahin hatte er zwei Gleise. Mit der geplanten Eröffnung der Bahnstrecke nach Lelystad, sollten aber drei Linien über den Bahnhof verkehren, wodurch der Ausbau auf vier Gleise notwendig wurde. 1987, zur Eröffnung der Bahnstrecke Weesp–Lelystad, wurde die neue Anlage mit vier Gleisen an zwei Mittelbahnsteigen fertiggestellt.
Da Weesp hauptsächlich von Pendlern und Umsteigern genutzt wird, sind die Gleise im Richtungsbetrieb angeordnet. 2003 wurde Gooiboog, ein Überführungsbauwerk, das Zügen aus Richtung Utrecht ermöglicht, direkt nach Lelystad zu fahren errichtet. Bis dahin mussten Pendler aus Richtung Utrecht mit Ziel Flevoland immer in Weesp umsteigen.

## Streckenverbindungen
Folgende Linien halten im Jahresfahrplan 2022 am Bahnhof Weesp:
| Zugtyp   | Linienverlauf                                                                                | Frequenz                                |
| -------- | -------------------------------------------------------------------------------------------- | --------------------------------------- |
| Sprinter | Hoofddorp – Schiphol Airport – Amsterdam Zuid – Weesp – Almere Centrum – Almere Oostvaarders | halbstündlich                           |
| Sprinter | Utrecht Centraal – Hilversum – Weesp – Amsterdam Zuid – Schiphol Airport – Hoofddorp         | halbstündlich (fährt nicht nach 20 Uhr) |
| Sprinter | Amsterdam Centraal – Weesp – Almere Centrum – Lelystad Centrum – Zwolle                      | halbstündlich                           |
| Sprinter | Amersfoort Vathorst – Amersfoort Centraal – Hilversum – Weesp – Amsterdam Centraal           | halbstündlich                           |